# Nadine Wilson Njeim
Nadine Wilson Njeim, en arabe : نادين ويلسون نجيم, née le 8 février 1988 à Maaser El Shouf au Liban, est la Miss Liban 2007. Elle représente son pays à Miss Monde 2007 en Chine et Miss Univers 2007 à Mexico. Depuis elle mène une carrière d'actrice à la télévision et est la voix arabe de Lara Croft, dans le jeu vidéo Tomb Raider de 2013.
Elle a étudié le commerce international et s’est spécialisée en affaires internationales à l’Université Américaine de Beyrouth.   
Le 27 août 2016, elle épouse l’amour de sa vie Ramzy DIB

## Source de la traduction
- (en) Cet article est partiellement ou en totalité issu de l’article de Wikipédia en anglais intitulé « Nadine Njeim » (voir la liste des auteurs).